# 양자 결어긋남

환경 광자에 의한 대상 물체의 고전적인 산란에서 대상 물체의 움직임은 평균적으로 산란된 광자에 의해 변경되지 않는다. 양자 산란에서 산란된 광자와 중첩된 대상체 사이의 상호 작용은 이들이 얽히게 하여 대상체에서 전체 시스템으로 위상 일관성을 비편재화하여 간섭 패턴을 관찰할 수 없게 만든다.

양자 결어긋남(영어: Quantum decoherence)은 양자 결맞음의 손실이다. 양자역학에서 전자와 같은 입자는 시스템의 양자 상태에 대한 수학적 표현인 파동 함수로 설명된다. 파동 함수의 확률적 해석은 다양한 양자 효과를 설명하는 데 사용된다. 서로 다른 상태 사이에 명확한 위상 관계가 존재하는 한 시스템은 일관성이 있다고 한다. 양자 상태로 인코딩된 양자 정보에 대해 양자 컴퓨팅을 수행하려면 명확한 위상 관계가 필요하다. 양자 물리학 법칙에 따라 일관성이 유지된다.
양자 시스템이 완벽하게 고립되면 일관성을 무기한 유지하지만 조작하거나 조사하는 것은 불가능하다. 예를 들어 측정 중에 완벽하게 분리되지 않은 경우 일관성이 환경과 공유되고 시간이 지나면서 손실되는 것처럼 보인다. 이 과정의 결과로, 고전역학에서 마찰에 의해 에너지가 손실되는 것처럼 양자 거동이 분명히 손실된다.
결맞음은 1970년 독일 물리학자 H. Dieter Zeh 의해 처음 소개되었으며 1980년대부터 활발한 연구 주제였다. 결맞음 이론은 완전한 틀로 발전되어 왔지만 결맞음 이론의 창시자들이 자신들의 논문에서 인정한 것처럼 이것이 측정 문제를 해결하는지에 대한 논란이 있다.
결맞음은 시스템에서 환경으로 정보가 손실되는 것으로 볼 수 있다. 모든 시스템은 주변의 에너지 상태와 느슨하게 연결되어 있기 때문이다. 개별적으로 볼 때 시스템의 역학은 단일하지 않는다 (결합된 시스템과 환경이 단일 방식으로 진화하더라도). 따라서 시스템의 역학만으로는 되돌릴 수 없다. 모든 커플링과 마찬가지로 시스템과 환경 간에 얽힘이 생성된다. 이들은 양자 정보를 주변과 공유하거나 주변으로 전송하는 효과가 있다.
결맞음은 양자 역학에서 파동 함수의 붕괴 가능성을 이해하는 데 사용되었다. 결맞음은 시스템의 양자 특성이 환경으로 "누출"됨에 따라 명백한 파동 함수 붕괴에 대한 틀만 제공한다. 즉, 파동 함수의 구성 요소는 일관된 시스템에서 분리되고 바로 주변 환경에서 위상을 획득한다. 전역 또는 보편적 파동함수의 전체 중첩은 여전히 존재하지만(전역 수준에서 일관성을 유지함), 그 궁극적인 운명은 해석상의 문제로 남아 있다. 측정 문제 와 관련하여 결맞음은 관찰자가 인식하는 상태에 해당하는 것처럼 보이는 상태의 혼합으로 시스템의 전환에 대한 설명을 제공한다. 더욱이, 우리의 관찰은 측정이 "앙상블"에서 정확히 한 상태의 "실현"으로 이어진다는 것을 관찰함에 따라 이것이 측정 상황에서 적절한 양자 앙상블처럼 보인다는 것을 알려준다.
이러한 기계는 양자 일관성의 방해받지 않는 진화에 크게 의존할 것으로 예상되기 때문에 결맞음은 양자 컴퓨터의 실질적인 실현에 대한 도전을 나타낸다. 간단히 말해서, 실제로 양자 계산을 수행하기 위해서는 상태의 일관성이 유지되고 결맞음이 관리되어야 한다. 따라서 일관성의 보존 및 결맞음 효과의 완화는 양자 오류 수정의 개념과 관련이 있다.

## 메커니즘
결맞음이 어떻게 작동하는지 조사하기 위해 "직관적인" 모델이 제시된다. 이 모델은 양자 이론 기초에 대한 어느 정도의 지식이 필요하다. 시각화 가능한 고전적인 위상 공간과 힐베르트 공간 사이에 유비가 만들어진다. Dirac 표기법의 보다 엄격한 파생은 결맞음이 간섭 효과와 시스템의 "양자 특성"을 어떻게 파괴하는지 보여준다. 다음으로 밀도 행렬 접근 방식이 관점에 대해 제시된다.

### 위상-공간
N 입자 시스템은 비상대론적 양자 역학에서 파동 함수로 나타낼 수 있다. {\displaystyle \psi (x_{1},x_{2},\dots ,x_{N})}, 여기서 각 x i는 3차원 공간의 한 점이다. 이것은 고전적인 위상 공간과 유사하다. 고전 위상 공간 6 N 차원 실수 값 함수를 (각 입자 3 개 공간 좌표와 3 운동량 기여한다)을 포함한다. 반면에 우리의 "양자" 위상 공간은 3N 차원 공간의 복소수 값 함수를 포함한다.
이전에 격리된 서로 다른 상호작용하지 않는 시스템은 서로 다른 위상 공간을 차지한다. 또는 연결된 시스템의 위상 공간에서 다른 저차원 부분 공간 을 차지한다고 말할 수 있다. 시스템 위상 공간의 유효 차원은 존재하는 자유도 의 수이며, 이는 비상대론적 모델에서 시스템의 자유 입자 수의 6배이다. 거시적 시스템의 경우 이것은 매우 큰 차원이 될 것이다. 그러나 두 시스템(그리고 환경이 시스템이 됨)이 상호 작용하기 시작하면 연결된 상태 벡터가 더 이상 부분 공간으로 제한되지 않는다. 대신에 결합된 상태 벡터는 두 부분 공간의 차원의 합이 차원인 "더 큰 부피"를 통해 경로를 시간 진화시킨다. 두 벡터가 서로 간섭하는 정도는 위상 공간에서 두 벡터가 서로 얼마나 "가까운"지(공식적으로 겹침 또는 힐베르트 공간이 함께 곱해지는) 척도이다. 시스템이 외부 환경과 결합할 때 관절 상태 벡터의 차원, 따라서 사용할 수 있는 "볼륨"이 엄청나게 증가한다. 각각의 환경적 자유도는 추가 차원에 기여한다.
원래 시스템의 파동 함수는 양자 중첩에서 요소의 합으로 다양한 방식으로 확장될 수 있다. 각 확장은 기저에 파동 벡터의 투영에 해당한다. 기초는 마음대로 선택할 수 있다. 결과 기본 요소가 요소별 방식으로 환경과 상호 작용하는 확장을 선택하겠다. 그러한 요소는 압도적인 확률로 고유한 독립 경로를 따라 자연적인 단일 시간 진화에 의해 서로 빠르게 분리된다. 매우 짧은 상호 작용 후에는 더 이상의 간섭이 발생할 가능성이 거의 없다. 이 과정은 사실상 가역적이지 않다... 서로 다른 요소는 환경과의 결합에 의해 생성된 확장된 위상 공간에서 서로 "잃어버리게" 된다. 위상 공간에서 이 분리는 Wigner 준확률 분포를 통해 모니터링된다. 원래의 요소가 결맞음이었다고 한다. 환경은 서로 분리되는(또는 위상 일관성을 잃는) 원래 상태 벡터의 확장 또는 분해를 효과적으로 선택했다. 이것을 "환경적으로 유발된 초선택" 또는 einselection이라고 한다. 이중슬릿 실험에서처럼 시스템의 분리된 요소는 더 이상 서로 간에 양자 간섭을 나타내지 않는다. 환경 상호 작용을 통해 서로 분리되는 모든 요소는 환경과 양자 얽힘된다. 그러나 모든 얽힌 상태가 서로 분리되는 것은 아니다.
어떤 단계에서 사람이 읽을 수 있을 만큼 충분히 커야 하기 때문에 모든 측정 장치 또는 장치는 환경 역할을 한다. 그것은 매우 많은 수의 숨겨진 자유도를 가져야 한다. 실제로 상호 작용은 양자 측정으로 간주될 수 있다. 상호 작용의 결과로 시스템의 파동 함수와 측정 장치가 서로 얽히게 된다. 결어긋남는 시스템 파동 함수의 다른 부분이 측정 장치와 다른 방식으로 얽힐 때 발생한다. 얽힌 시스템 상태의 선택되지 않은 두 요소가 간섭하려면 원래 시스템과 두 요소 장치의 측정이 모두 스칼라 곱의 의미에서 크게 중첩되어야 한다.
결과적으로 시스템은 단일 일관된 양자 중첩이 아니라 다른 요소의 고전적인 통계적 앙상블처럼 작동한다. 각 앙상블 멤버의 측정 장치의 관점에서 시스템은 해당 요소와 관련하여 측정된 속성에 대한 정확한 값을 가진 상태로 되돌릴 수 없을 정도로 붕괴된 것으로 보이다.

### 디랙 표기법
Dirac 표기법을 사용하여 시스템이 초기에 상태에 있도록 한다.
{\displaystyle |\psi \rangle =\sum _{i}|i\rangle \langle i|\psi \rangle ,}
어디 {\displaystyle |i\rangle } s는 einselected 기반 ( 환경적으로 유도된 선택 고유 기반 )을 형성하고 환경이 초기에 상태에 있도록 한다. {\displaystyle |\epsilon \rangle } . 시스템과 환경 조합의 벡터 기반은 두 하위 시스템의 기본 벡터의 텐서곱으로 구성된다. 따라서 두 하위 시스템 간의 상호 작용 전에 관절 상태는 다음과 같이 쓸 수 있다.
{\displaystyle |{\text{before}}\rangle =\sum _{i}|i\rangle |\epsilon \rangle \langle i|\psi \rangle ,}
여기에서 {\displaystyle |i\rangle |\epsilon \rangle }는 텐서 곱의 줄임말이다. {\displaystyle |i\rangle \otimes |\epsilon \rangle } . 시스템이 환경과 상호 작용하는 방식에는 두 가지 극단이 있다. (1) 시스템이 고유한 정체성을 잃고 환경과 병합된다. 또는 (2) 환경이 교란되더라도 시스템은 전혀 교란되지 않는다. 일반적으로 상호 작용은 우리가 조사하는 이 두 극단의 혼합이다.

#### 환경에 의해 흡수되는 계
환경이 체계를 흡수한다면 전체 체계의 기초를 이루는 각 요소는 다음과 같이 환경과 상호작용한다.
{\displaystyle |i\rangle |\epsilon \rangle } 이 진화하여 {\displaystyle |\epsilon _{i}\rangle ,}
그래서
{\displaystyle |{\text{before}}\rangle } 가 진화하여 {\displaystyle |{\text{after}}\rangle =\sum _{i}|\epsilon _{i}\rangle \langle i|\psi \rangle .}
기저 벡터의 스칼라곱 또는 내적 공간은 사라져야 한다. {\displaystyle \langle i|j\rangle =\delta _{ij}} :
{\displaystyle \langle \epsilon _{i}|\epsilon _{j}\rangle =\delta _{ij}.}

#### 환경에 방해받지 않는 시스템
이상적인 측정에서 시스템은 환경을 교란하지만 그 자체는 환경에 의해 교란되지 않는다. 이 경우 기초의 각 요소는 다음과 같이 환경과 상호 작용한다.
{\displaystyle |i\rangle |\epsilon \rangle } 가 진화하여 {\displaystyle |i,\epsilon _{i}\rangle =|i\rangle |\epsilon _{i}\rangle ,}
그래서
{\displaystyle |{\text{before}}\rangle } 가 진화하여 {\displaystyle |{\text{after}}\rangle =\sum _{i}|i,\epsilon _{i}\rangle \langle i|\psi \rangle .}
이 경우 유니터리성은 다음을 요구한다.
{\displaystyle \langle i,\epsilon _{i}|j,\epsilon _{j}\rangle =\langle i|j\rangle \langle \epsilon _{i}|\epsilon _{j}\rangle =\delta _{ij}\langle \epsilon _{i}|\epsilon _{j}\rangle =\delta _{ij}\langle \epsilon _{i}|\epsilon _{i}\rangle =\delta _{ij},}
어디 {\displaystyle \langle \epsilon _{i}|\epsilon _{i}\rangle =1} 사용되었다. 또한, 결맞음은 환경에 숨겨진 자유도가 많기 때문에 다음을 요구한다.
{\displaystyle \langle \epsilon _{i}|\epsilon _{j}\rangle \approx \delta _{ij}.}
이전과 마찬가지로 이것은 결어긋남이 einselection이 되는 정의적인 특성이다. 영향을 받는 환경 자유도의 수가 증가할수록 근사치는 더 정확해진다.

### 간섭 손실 및 양자 확률에서 고전 확률로의 전환
결어긋남의 유용성은 환경 상호작용 전후, 특히 결어긋남이 발생한 후 소멸에 대한 확률 분석에 적용하는 데 있다. 관찰할 확률이 얼마인지 묻는 경우 환경과 상호 작용한 경우 확률 진폭 보른 규칙의 적용은 전환 확률이 두 상태의 스칼라 곱의 제곱 계수임을 나타낸다.
{\displaystyle \operatorname {prob} _{\text{before}}(\psi \to \phi )=\left|\langle \psi |\phi \rangle \right|^{2}=\left|\sum _{i}\psi _{i}^{*}\phi _{i}\right|^{2}=\sum _{i}|\psi _{i}^{*}\phi _{i}|^{2}+\sum _{ij;i\neq j}\psi _{i}^{*}\psi _{j}\phi _{j}^{*}\phi _{i},}
여기에서 {\displaystyle \psi _{i}=\langle i|\psi \rangle }, {\displaystyle \psi _{i}^{*}=\langle \psi |i\rangle }, 그리고 {\displaystyle \phi _{i}=\langle i|\phi \rangle } .
이 확률의 위의 확장에는 다음을 포함하는 항이 있다. {\displaystyle i\neq j} ; 이들은 서로 다른 기본 요소 또는 양자 대안 간의 간섭을 나타내는 것으로 생각할 수 있다. 이것은 순전히 양자 효과이며 양자 대안 확률의 비가산성을 나타낸다.
양자 도약을 하는 시스템을 관찰할 확률을 계산하려면 {\displaystyle \psi }에게 {\displaystyle \phi } ~ 후에 {\displaystyle \psi } 환경과 상호 작용한 경우 Born 확률 규칙을 적용하면 모든 관련 가능한 상태를 합산해야 한다.
{\displaystyle \operatorname {prob} _{\text{after}}(\psi \to \phi )=\sum _{j}\,\left|\langle {\text{after}}\right|\phi ,\epsilon _{j}\rangle |^{2}=\sum _{j}\,\left|\sum _{i}\psi _{i}^{*}\langle i,\epsilon _{i}|\phi ,\epsilon _{j}\rangle \right|^{2}=\sum _{j}\left|\sum _{i}\psi _{i}^{*}\phi _{i}\langle \epsilon _{i}|\epsilon _{j}\rangle \right|^{2}.}
decoherence/einselection 조건을 적용하면 내부 합계가 사라진다. {\displaystyle \langle \epsilon _{i}|\epsilon _{j}\rangle \approx \delta _{ij}}, 공식은 다음과 같이 단순화된다.
{\displaystyle \operatorname {prob} _{\text{after}}(\psi \to \phi )\approx \sum _{j}|\psi _{j}^{*}\phi _{j}|^{2}=\sum _{i}|\psi _{i}^{*}\phi _{i}|^{2}.}
이를 환경이 결맞음이 도입되기 전에 도출한 공식과 비교하면 결맞음의 효과가 합산 부호를 이동시키는 것임을 알 수 있다.
{\displaystyle \sum _{ij;i\neq j}\psi _{i}^{*}\psi _{j}\phi _{j}^{*}\phi _{i}}
결맞음은 양자 거동(가산 확률 진폭 )을 고전적 거동(가산 확률)으로 비가역적으로 변환했다.
밀도 행렬 측면에서 간섭 효과의 손실은 "환경적으로 추적된" 밀도 행렬의 대각화에 해당한다.

### 밀도 행렬 접근
처음에 결합 시스템의 밀도 행렬은 다음과 같이 나타낼 수 있다.
{\displaystyle \rho =|{\text{before}}\rangle \langle {\text{before}}|=|\psi \rangle \langle \psi |\otimes |\epsilon \rangle \langle \epsilon |,}
여기에서 {\displaystyle |\epsilon \rangle } 환경의 상태이다. 그런 다음 시스템과 환경 간에 상호 작용이 발생하기 전에 전환이 발생하면 환경 하위 시스템은 역할을 하지 않고 추적 할 수 있으므로 시스템에 대한 밀도 감소 매트릭스가 남게 된다.
{\displaystyle \rho _{\text{sys}}=\operatorname {Tr} _{\textrm {env}}(\rho )=|\psi \rangle \langle \psi |\langle \epsilon |\epsilon \rangle =|\psi \rangle \langle \psi |.}
이제 전환 확률은 다음과 같이 주어진다.
{\displaystyle \operatorname {prob} _{\text{before}}(\psi \to \phi )=\langle \phi |\rho _{\text{sys}}|\phi \rangle =\langle \phi |\psi \rangle \langle \psi |\phi \rangle ={\big |}\langle \psi |\phi \rangle {\big |}^{2}=\sum _{i}|\psi _{i}^{*}\phi _{i}|^{2}+\sum _{ij;i\neq j}\psi _{i}^{*}\psi _{j}\phi _{j}^{*}\phi _{i},}
여기에서 {\displaystyle \psi _{i}=\langle i|\psi \rangle }, {\displaystyle \psi _{i}^{*}=\langle \psi |i\rangle }, 그리고 {\displaystyle \phi _{i}=\langle i|\phi \rangle }이다.
이제 시스템과 환경의 상호 작용 후에 전환이 발생하는 경우이다. 결합 밀도 매트릭스는
{\displaystyle \rho =|{\text{after}}\rangle \langle {\text{after}}|=\sum _{i,j}\psi _{i}\psi _{j}^{*}|i,\epsilon _{i}\rangle \langle j,\epsilon _{j}|=\sum _{i,j}\psi _{i}\psi _{j}^{*}|i\rangle \langle j|\otimes |\epsilon _{i}\rangle \langle \epsilon _{j}|.}
시스템의 감소된 밀도 행렬을 얻기 위해 환경을 추적하고 결맞음/비선택 조건을 사용하고 비대각선 항이 사라지는 것을 확인한다(1985년 Erich Joos와 HD Zeh가 얻은 결과).
{\displaystyle \rho _{\text{sys}}=\operatorname {Tr} _{\text{env}}{\Big (}\sum _{i,j}\psi _{i}\psi _{j}^{*}|i\rangle \langle j|\otimes |\epsilon _{i}\rangle \langle \epsilon _{j}|{\Big )}=\sum _{i,j}\psi _{i}\psi _{j}^{*}|i\rangle \langle j|\langle \epsilon _{j}|\epsilon _{i}\rangle =\sum _{i,j}\psi _{i}\psi _{j}^{*}|i\rangle \langle j|\delta _{ij}=\sum _{i}|\psi _{i}|^{2}|i\rangle \langle i|.}
유사하게, 전환 후 최종 감소된 밀도 매트릭스는
{\displaystyle \sum _{j}|\phi _{j}|^{2}|j\rangle \langle j|.}
전환 확률은 다음과 같이 주어진다.
{\displaystyle \operatorname {prob} _{\text{after}}(\psi \to \phi )=\sum _{i,j}|\psi _{i}|^{2}|\phi _{j}|^{2}\langle j|i\rangle \langle i|j\rangle =\sum _{i}|\psi _{i}^{*}\phi _{i}|^{2},}
간섭 조건에서 기여하지 않는 것
{\displaystyle \sum _{ij;i\neq j}\psi _{i}^{*}\psi _{j}\phi _{j}^{*}\phi _{i}.}

### 연산자-합 표현
결합 시스템에 대한 해밀턴은 다음과 같다.
{\displaystyle {\hat {H}}={\hat {H}}_{S}\otimes {\hat {I}}_{B}+{\hat {I}}_{S}\otimes {\hat {H}}_{B}+{\hat {H}}_{I},}
어디 {\displaystyle {\hat {H}}_{S},{\hat {H}}_{B}} 시스템 및 목욕 해밀턴은 각각, {\displaystyle {\hat {H}}_{I}}는 시스템과 수조 사이의 상호 작용 Hamiltonian이며, {\displaystyle {\hat {I}}_{S},{\hat {I}}_{B}} 시스템 및 목욕 Hilbert 공간의 항등 연산자이다. 이 닫힌 시스템의 밀도 연산자의 시간 진화는 단일이며, 따라서 다음과 같이 주어진다.
{\displaystyle \rho _{SB}(t)={\hat {U}}(t)\rho _{SB}(0){\hat {U}}^{\dagger }(t),}
단일 연산자가 있는 곳 {\displaystyle {\hat {U}}=e^{-i{\hat {H}}t/\hbar }} . 시스템과 욕조가 처음에 얽히지 않으면 다음과 같이 쓸 수 있다. {\displaystyle \rho _{SB}=\rho _{S}\otimes \rho _{B}} . 따라서 시스템의 진화는
{\displaystyle \rho _{SB}(t)={\hat {U}}(t)[\rho _{S}(0)\otimes \rho _{B}(0)]{\hat {U}}^{\dagger }(t).}
시스템-욕조 상호 작용 Hamiltonian은 다음과 같은 일반 형식으로 작성할 수 있다.
{\displaystyle {\hat {H}}_{I}=\sum _{i}{\hat {S}}_{i}\otimes {\hat {B}}_{i},}
어디 {\displaystyle {\hat {S}}_{i}\otimes {\hat {B}}_{i}}는 결합된 시스템-욕조 힐베르트 공간에 작용하는 연산자이고, {\displaystyle {\hat {S}}_{i},{\hat {B}}_{i}} 시스템과 수조에 각각 작용하는 연산자이다. 시스템과 수조의 이러한 결합은 시스템 단독의 결맞음의 원인이다. 이를 확인하기 위해 시스템에 대한 설명만 제공하기 위해 수조에 대해 부분 추적이 수행된다.
{\displaystyle \rho _{S}(t)=\operatorname {Tr} _{B}{\big [}{\hat {U}}(t)[\rho _{S}(0)\otimes \rho _{B}(0)]{\hat {U}}^{\dagger }(t){\big ]}.}
{\displaystyle \rho _{S}(t)} 감소 밀도 행렬 이라고 하며 시스템에 대한 정보만 제공한다. 수조가 직교 기저 케트 세트의 관점에서 작성된 경우, 즉 초기에 대각선이 된 경우 {\displaystyle \textstyle \rho _{B}(0)=\sum _{j}a_{j}|j\rangle \langle j|} . 이 (계산) 기반에 대한 부분 추적을 계산하면 다음을 얻을 수 있다.
{\displaystyle \rho _{S}(t)=\sum _{l}{\hat {A}}_{l}\rho _{S}(0){\hat {A}}_{l}^{\dagger },}
어디 {\displaystyle {\hat {A}}_{l},{\hat {A}}_{l}^{\dagger }} Kraus 연산자 로 정의되고 (인덱스 {\displaystyle l} 인덱스를 결합 {\displaystyle k} 그리고 {\displaystyle j} ):
{\displaystyle {\hat {A}}_{l}={\sqrt {a_{j}}}\langle k|{\hat {U}}|j\rangle .}
이것을 연산자-합 표현 (OSR)이라고 한다. Kraus 연산자에 대한 조건은 다음 사실을 사용하여 얻을 수 있다. {\displaystyle \operatorname {Tr} [\rho _{S}(t)]=1} ; 이것은 다음 제공
{\displaystyle \sum _{l}{\hat {A}}_{l}^{\dagger }{\hat {A}}_{l}={\hat {I}}_{S}.}
이 제한은 OSR에서 디코히어런스가 발생하는지 여부를 결정한다. 특히, 에 대한 합계에 둘 이상의 항이 있는 경우 {\displaystyle \rho _{S}(t)}, 그러면 시스템의 역학은 단일하지 않을 것이며 따라서 결맞음이 발생할 것이다.

### 세미그룹 접근
양자 시스템의 결 어긋남이 존재하는 일반적인 고려가 시간에 시스템 단독 진화의 밀도 행렬은 (또한 참조 방법을 결정하는 마스터 방정식으로 주어진다 Belavkin 방정식  를 들어 지속적인 측정에서 진화). 이것은 상태의 진화(밀도 매트릭스로 표시)가 고려 되는 슈뢰딩거 그림을 사용한다. 마스터 방정식은
{\displaystyle \rho '_{S}(t)={\frac {-i}{\hbar }}{\big [}{\tilde {H}}_{S},\rho _{S}(t){\big ]}+L_{D}{\big [}\rho _{S}(t){\big ]},}
어디 {\displaystyle {\tilde {H}}_{S}=H_{S}+\Delta } 시스템 해밀턴 {\displaystyle H_{S}} (가능한) 단일 기여와 함께 {\displaystyle \Delta } 목욕에서, 그리고 {\displaystyle L_{D}} 은 Lindblad 디코히어링 용어이다. Lindblad 디코히어링 용어는 다음과 같이 표현된다.
{\displaystyle L_{D}{\big [}\rho _{S}(t){\big ]}={\frac {1}{2}}\sum _{\alpha ,\beta =1}^{M}b_{\alpha \beta }{\Big (}{\big [}\mathbf {F} _{\alpha },\rho _{S}(t)\mathbf {F} _{\beta }^{\dagger }{\big ]}+{\big [}\mathbf {F} _{\alpha }\rho _{S}(t),\mathbf {F} _{\beta }^{\dagger }{\big ]}{\Big )}.}
그만큼 {\displaystyle \{\mathbf {F} _{\alpha }\}_{\alpha =1}^{M}} 시스템 힐베르트 공간에 작용하는 유계 연산자 의 M 차원 공간에 대한 기저 연산자이다. {\displaystyle {\mathcal {H}}_{S}} 및 오류 생성기이다. 매트릭스 요소 {\displaystyle b_{\alpha \beta }} 양의 준정부호 에르미트 행렬의 요소를 나타낸다. 그것들은 디코히어링 프로세스를 특징짓고, 따라서 노이즈 매개변수라고 한다. semigroup 접근 방식은 OSR의 경우가 아닌 단일 프로세스와 디코히어링(비 단일) 프로세스를 구별하기 때문에 특히 좋다. 특히, 비 단일 역학은 다음과 같이 표현된다. {\displaystyle L_{D}}, 반면에 국가의 단일 역학은 일반적인 Heisenberg 정류자 로 표시된다. 주의할 때 {\displaystyle L_{D}{\big [}\rho _{S}(t){\big ]}=0}, 시스템의 동적 진화는 단일한다. 마스터 방정식으로 설명할 시스템 밀도 매트릭스의 진화 조건은 다음과 같다.
1. 시스템 밀도 행렬의 진화는 1-매개변수 semigroup에 의해 결정된다.
2. 진화는 "완전히 긍정적인"(즉, 확률이 유지됨),
3. 시스템 및 수조 밀도 매트릭스는 초기에 분리된다.

## 시간 척도
Decoherence는 자연 환경에서 엄청난 수의 자유도를 가진 많은 미시적 개체와 상호 작용하기 때문에 거시적 개체에 대한 매우 빠른 프로세스를 나타낸다. 우리가 일상적인 거시적 물체에서 양자 거동을 관찰하지 않는 경향이 있는 이유와 다량의 물질에 대한 물질과 방사선 사이의 상호 작용 특성에서 고전적 장이 나타나는 이유를 이해하려면 이 과정이 필요하다. 밀도 매트릭스의 비대각선 성분이 효과적으로 사라지는 데 걸리는 시간을 결맞음 시간 이라고 한다. 일반적으로 일상적인 거시적 규모의 프로세스에서는 매우 짧다. 디코히어런스 시간에 대한 현대적인 기본 독립 정의는 초기 상태와 시간 종속 상태 사이의 충실도의 단시간 동작에 의존, 동등하게 순도의 붕괴에 의존한다.

## 실험적 관찰

### 정량적 측정
결어긋남 정도는 온도나 위치의 불확실성 등 여러 요인에 따라 달라지며, 외부 환경에 따라 이를 측정하기 위해 많은 실험이 시도되었다.
1996년 파리 의 École Normale Supérieure에서 Serge Haroche와 그의 동료들에 의해 결어긋남에 의해 점진적으로 지워지는 양자 중첩의 과정이 처음으로 정량적으로 측정 그들의 접근 방식은 마이크로파로 채워진 공동을 통해 각각 두 가지 상태가 중첩된 개별 루비듐 원자를 보내는 것과 관련이 있다. 두 개의 양자 상태는 모두 마이크로파 필드의 위상에서 이동을 유발하지만 양은 다르기 때문에 필드 자체도 두 상태의 중첩에 놓이게 된다. 캐비티-거울 결함에 대한 광자 산란으로 인해 캐비티 필드는 환경에 대한 위상 일관성을 잃다.

### 환경 결맞음 감소
2011년 7월, 브리티시 컬럼비아 대학과 캘리포니아 대학 산타 바바라의 연구원들은 실험에 높은 자기장을 적용하여 "양자 정보 처리에 필요한 임계값보다 훨씬 낮은 수준으로" 환경 결맞음 비율을 줄일 수 있었다.
2020년 8월 과학자들은 환경 방사성 물질과 우주선의 이온화 방사선이 큐비트가 적절하게 차폐되지 않으면 큐비트의 간섭 시간을 실질적으로 제한할 수 있다고 보고했으며, 이는 향후 내결함성 초전도 양자 컴퓨터를 실현하는 데 중요할 수 있다.

## 비판
측정 문제를 해결하기 위한 결맞음 이론의 적절성에 대한 비판은 Anthony Leggett에 의해 표현되었다.

## 같이 보기
- 양자역학의 해석
- 객관적 붕괴 이론
- 양자 얽힘
- 양자 중첩